# Tyler McNeely
Tyler McNeely (* 8. April 1987 in Burnaby, British Columbia) ist ein deutsch-kanadischer Eishockeyspieler, der seit Juli 2024 erneut bei den Bietigheim Steelers aus der DEL2 unter Vertrag steht und dort auf der Position des Centers spielt. Zuvor war McNeely bereits für die Starbulls Rosenheim und Tölzer Löwen in derselben Liga aktiv. Darüber hinaus absolvierte er über 100 Partien in der American Hockey League (AHL).

## Karriere
Tyler McNeely begann seine Juniorenkarriere bei den Delta Flyers in der Pacific Junior Hockey League (PJHL), um sie dann nach einer Saison in der British Columbia Hockey League (BCHL) fortzusetzen. Der Linksschütze lief dort für eine Saison für die Surrey Eagles sowie anschließend ebenso lang die Coquitlam Express und schließlich zwei Spielzeiten für die Burnaby Express auf. Die folgenden vier Spieljahre stand er für die Northeastern University auf dem Eis. Für dessen Eishockeymannschaft lief er parallel zu seinem Studium im Spielbetrieb der National Collegiate Athletic Association (NCAA) auf. Die zwei letzten der vier Spielzeiten fungierte McNeely als Mannschaftskapitän.
Im Sommer 2010 wechselte der ungedraftete McNeely als Free Agent zu den Bridgeport Sound Tigers in die American Hockey League (AHL). Diese Sound Tigers dienten als Farmteam der New York Islanders aus der National Hockey League (NHL). Nach zwei Spielzeiten ging es für ihn zu den South Carolina Stingrays in die ECHL. Während der Saison absolvierte McNeely zwei Leihgeschäfte bei den Providence Bruins und Lake Erie Monsters in der AHL.
Zur Saison 2013/14 wurde der Kanadier von den Starbulls Rosenheim aus der DEL2 verpflichtet und gehörte dort in den folgenden vier Spieljahren zu den Leistungsträgern. Von der Saison 2017/18 an spielte McNeely für den Ligakonkurrenten Bietigheim Steelers, mit dem er im Frühjahr 2018 die DEL2-Meisterschaft gewann. In 104 Spielen für die Steelers erzielte er 49 Tore. Zur Spielzeit 2019/20 wechselte der Stürmer innerhalb der DEL2 zu den Tölzer Löwen. Nach dem Abstieg mit den Tölzer Löwen im Jahr 2022 verließ McNeely den Klub und kehrte zu den Starbulls zurück, die mittlerweile auch in die drittklassige Oberliga abgestiegen waren. Mit den Rosenheimern gewann er im ersten Jahr nach seiner Rückkehr die Meisterschaft und sicherte sich damit auch die Rückkehr in die DEL2, wo er im ersten Jahr zu Einsätzen kam und anschließend den Verein nach der Saison 2023/24 verließ.
Der Kanadier kehrte zur Spielzeit 2024/25 zu den Bietigheim Steelers zurück, für die er bereits zwischen 2017 und 2019 gespielt hatte. Die Steelers waren mittlerweile in die Oberliga abgestiegen. Ende Januar 2025 erhielt McNeely die deutsche Staatsbürgerschaft. Im Frühjahr 2025 gelang mit dem Gewinn des Oberliga-Meistertitels die Rückkehr in die DEL2.

## Erfolge und Auszeichnungen
- 2018 DEL2-Meister mit den Bietigheim Steelers
- 2023 Oberliga-Meister und Aufstieg in die DEL2 mit den Starbulls Rosenheim
- 2025 Oberliga-Meister und Aufstieg in die DEL2 mit den Bietigheim Steelers

## Karrierestatistik
Stand: Ende der Saison 2024/25
(Legende zur Spielerstatistik: Sp oder GP = absolvierte Spiele; T oder G = erzielte Tore; V oder A = erzielte Assists; Pkt oder Pts = erzielte Scorerpunkte; SM oder PIM = erhaltene Strafminuten; +/− = Plus/Minus-Bilanz; PP = erzielte Überzahltore; SH = erzielte Unterzahltore; GW = erzielte Siegtore; 1 Play-downs/Relegation; Kursiv: Statistik nicht vollständig)